# Spoils system

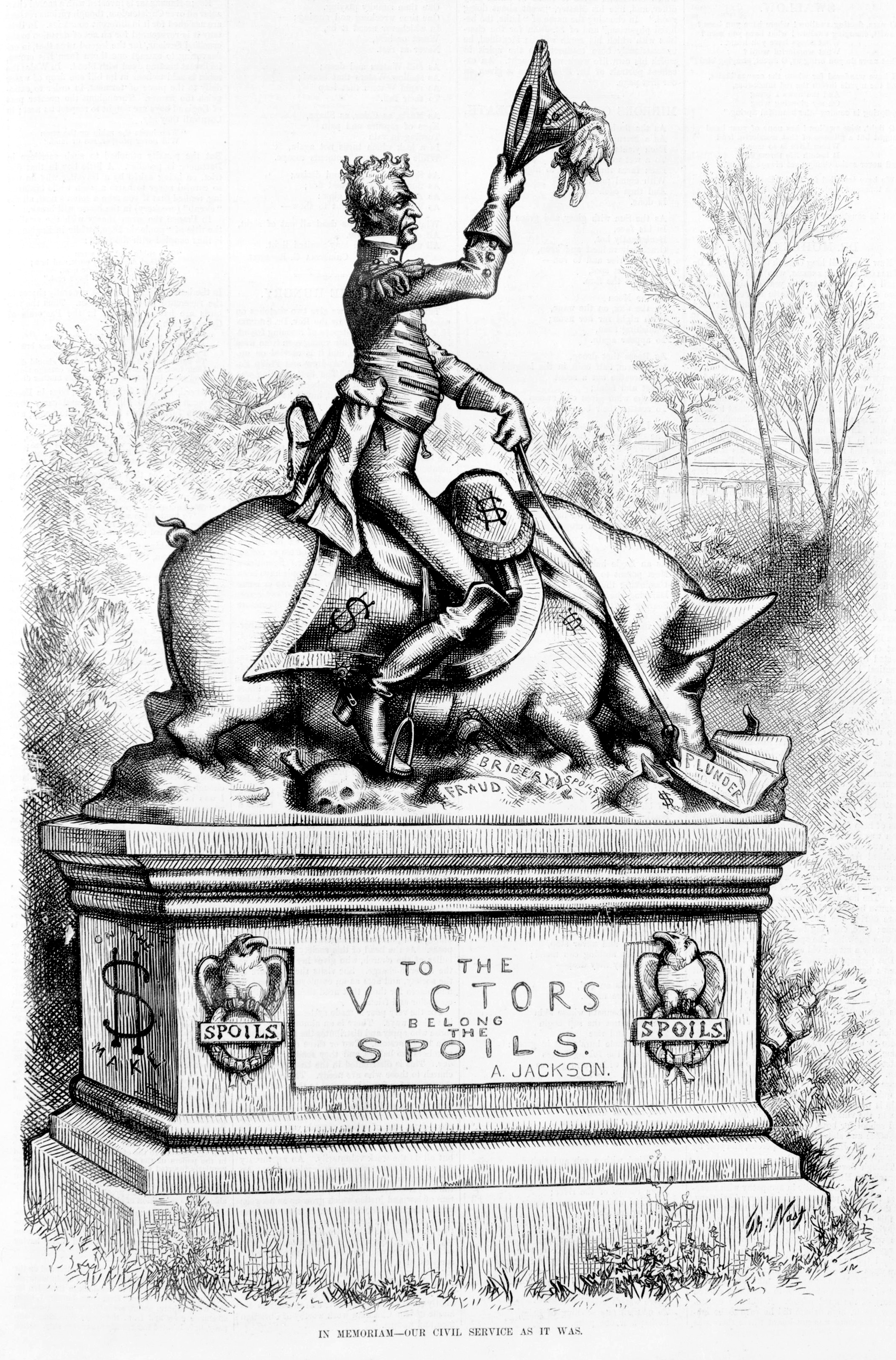
Caricatura de 1877 que retrata una estatua de Andrew Jackson montando un cerdo, el cual devora «botín», sobre una pila de «fraude» y «soborno».

En la ciencia política, la expresión inglesa spoils system hace referencia a una práctica en la que un partido político gobernante otorga cargos públicos a sus militantes, en lugar de hacerlo meritocráticamente. Es uno de los tipos de intercambios que abarca el término «clientelismo» y es bastante similar al nepotismo.
Si bien la línea general de este comportamiento político tiene sus bases en el sistema de clientelismo político, la expresión spoils system no implica primeramente una connotación negativa, a saber que tal distribución de cargos sea necesariamente abusiva. En otras palabras, se trata de una expresión moralmente neutra que describe una práctica formalmente reconocida y abiertamente aplicada, en determinados periodos históricos, tanto en los Estados Unidos como en otros países. Este sistema tiene como principal característica, no vincular al personal en forma permanente. El origen del término deriva de la frase «to the victor go the spoils» («al vencedor va el botín»), acuñada a inicios del siglo XIX en el noreste norteamericano. En Estados Unidos el spoils system deja de existir con la Ley Pendleton de 1883 (en honor a su principal promotor el senador George Pendleton), lo que supone desde esa fecha, la utilización de un sistema neutral basado en criterios de igualdad y de mérito para acceder a un cargo público. En Gran Bretaña, unas decenios antes con la Order in Council (Decreto Real) del 21 de mayo de 1855, se aplasta el clientelismo al desarrollar procedimientos selectivos basados en el principio del mérito.